# Demografía de Colombia
Colombia es el vigesimoctavo país más habitado del mundo con más de 52 millones de habitantes La población de Colombia se concentra en la Región Andina, donde se aprecian los núcleos demográficos de la sabana de Bogotá, conformado por Bogotá y Soacha, del valle de Aburrá, que comprende a Medellín, Bello e Itagüí, y del Valle del Cauca, compuesto por Cali y Palmira; la Costa Atlántica, cuyos principales núcleos poblacionales son Cartagena, Barranquilla y Santa Marta; los centros demográficos de Bucaramanga y Cúcuta en la zona de los Santanderes, el Eje cafetero, y los departamentos de Huila, Tolima y Nariño.

## Población

### Población actual
53 166 140 habitantes (2025 est.)

### Proyecciones
| Año  | Población Colombiana | Fuente |
| ---- | -------------------- | ------ |
| 2030 | 60 100 255           | [ 5 ]  |
| 2040 | 79 987 355           | [ 5 ]  |
| 2050 | 96 100 175           | [ 5 ]  |
| 2060 | 104 993 765          | [ 5 ]  |
| 2070 | 115 233 442          | [ 5 ]  |
| 2080 | 121 726 444          | [ 5 ]  |
| 2090 | 126 166 524          | [ 5 ]  |
| 2100 | 128 100 265          | [ 5 ]  |

## Estadísticas anuales
|                | Total      | % del total | Masculino  | %     | Femenino   | %     |
| -------------- | ---------- | ----------- | ---------- | ----- | ---------- | ----- |
| Nacimientos    | 951 477    | 1,8         | 494 299    | 51,9  | 457 178    | 48,1  |
| Defunciones    | 289 547    | 0,6         | 164 991    | 56,9  | 124 556    | 43,1  |
| 0-17 años      | 16 610 493 | 32,1        | 8 471 569  | 51,0  | 8 138 924  | 49,0  |
| 18-29 años     | 10 871 021 | 21,0        | 5 275 728  | 49,0  | 5 595 293  | 51,0  |
| 30-49 años     | 12 401 767 | 23,9        | 6 004 357  | 48,4  | 6 397 410  | 51,6  |
| 50-64 años     | 6 447 395  | 12,5        | 3 094 750  | 48,0  | 3 352 645  | 52,0  |
| más de 65 años | 5 351 229  | 10,4        | 2 461 566  | 45,9  | 2 889 663  | 54,1  |
| Colombia       | 51 681 905 | 100,0       | 25 307 970 | 48,96 | 26 373 935 | 51,04 |

## Áreas metropolitanas del país
En Colombia han sido configuradas o reconocidas unas 6 áreas metropolitanas, en la mayoría de los casos estas aglomeraciones concentran el 70% al 90% de la población total del departamento respectivo.
Estas son las 12 aglomeraciones urbanas más grandes del país, cabe destacar que Bogotá esta dentro de las 30 zonas metropolitanas más habitadas del planeta:
| Área metropolitana | Población total |
| ------------------ | --------------- |
| Bogotá             | 11 700 000      |
| Medellín           | 4 055 296       |
| Cali               | 3 262 157       |
| Barranquilla       | 2 123 281       |
| Cartagena          | 1 382 331       |
| Bucaramanga        | 1 160 272       |
| Cúcuta             | 1 082 632       |
| Montería           | 754 626         |
| Santa Marta        | 788 720         |
| Pereira            | 852 384         |
| Villavicencio      | 704 719         |
| Valledupar         | 672 326         |

## Perfil demográfico

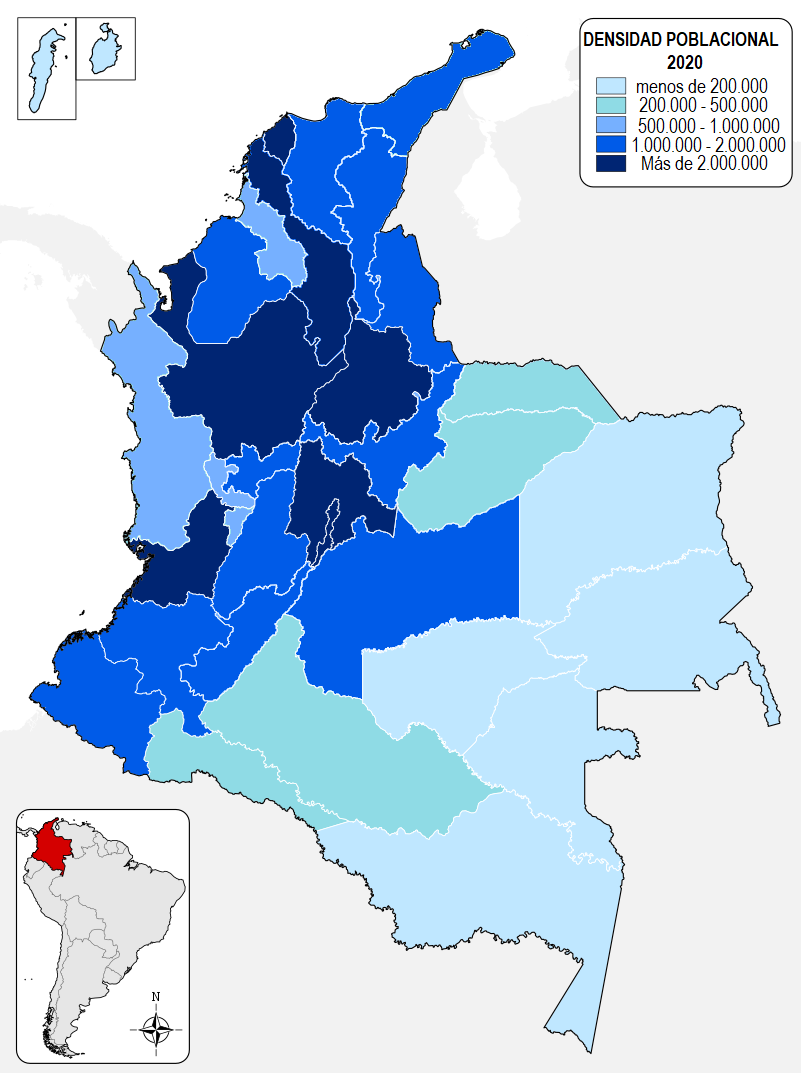
Mapa de Colombia donde muestra sus departamentos por población para el 2020 según estimaciones del DANE.

Durante el siglo XX la población colombiana pasó de tener 4 millones de habitantes en 1900 a 40 millones en el año 2000, esto debido a la transición demográfica en los países en vía de desarrollo entre 1950 y 1990, con tasas de natalidad muy elevadas y poco control demográfico. Bogotá es la ciudad más poblada con 9 millones de habitantes, su área metropolitana aglomera cerca de 11 millones de personas ubicándola entre las 30 aglomeraciones urbanas más pobladas del mundo. Se espera que para el 2050 la población de Colombia supere los 66 millones de habitantes y Bogotá los 16.5 millones, aunque para el 2100 su población seguirá siendo alta llegando a 71 millones.
En cuanto a su demografía, Colombia se caracteriza por ser el segundo país más poblado en Hispanoamérica y el vigesimoctavo más poblado del mundo. Ha experimentado un rápido crecimiento poblacional como muchos países de la región, con un leve descenso en las últimas décadas. Se estima que más de 7 millones de colombianos viven fuera del país por diversas causas. Sin embargo, gracias a mejoras económicas desde la década de los 2000, en los centros urbanos han mejorado los estándares de vida.[cita requerida]

## Etnografía
Los primeros asentamientos en el actual territorio de Colombia corresponden a diferentes grupos indígenas americanos y datan de por lo menos a 12 000 años antes del presente. Desde los primeros asentamientos españoles en 1509 un importante grupo de europeos, principalmente españoles y franceses, llegó a colonizar y establecerse en el territorio de la actual Colombia. Las primeras exploraciones y asentamientos europeos estaban constituidos principalmente por hombres, lo cual favoreció el mestizaje. Más adelante y a partir del establecimiento de instituciones coloniales, se facilitaría y promovería la migración de familias enteras.
Con los Borbones en el poder en España se liberó en parte la migración hacia la América española, lo que permitió un mayor ingreso de vascos, catalanes, franceses, Alemanes y otros europeos no castellanos. Adicionalmente, los europeos introdujeron (mediante la migración forzosa) diferentes grupos étnicos del África los cuales constituyeron la mano de obra esclava para diversas actividades económicas (generalmente la explotación con fines comerciales, de la tierra y de las minas). Las islas de San Andrés y Providencia fueron controladas durante gran parte de la colonia por británicos y neerlandeses y fueron pobladas por grupos étnicos africanos, hoy conocidos como afro-antillanos, que provenían de Jamaica y otras dependencias británicas, a estos se sumaron otros inmigrantes europeos y árabes.
Durante la época republicana, Colombia no tuvo los grandes índices de inmigración de otros países sudamericanos como Brasil, Argentina, Chile, Uruguay o Venezuela. Aun así, en Colombia migraron diferentes grupos provenientes de Alemania, Italia, Francia, Inglaterra, Rusia, Polonia y otros países europeos o de las Antillas. El grupo más numeroso fue, sin embargo, el de árabes (2.5 millones de descendientes aprox) (principalmente católicos) provenientes de las actuales Siria y Líbano, en ese entonces bajo el poder del Imperio otomano.
La mayor parte de estas migraciones se concentraron en la Región del Caribe colombiana, principalmente en Barranquilla como el principal puerto de entrada, aunque se estima que una cuarta parte de estas migraciones también se estableció en los departamentos de Antioquia y Santander.

### Grupos étnicos
El censo general de población de 2005 se identificó como afrocolombiano el 10,6% de la población, como indígena el 3,4%, y el 86% sin pertenencia étnica.
El censo nacional de 2005 registró 1 378 884 indígenas, el 3,4% de la población censada, distribuidos en 80 etnias, de las que las más numerosas son los Wayúu, los Zenú, los Pastos, los Nasa y los Emberá, quienes habitan en todos los departamentos, pero los de mayor población nativa son, en su orden, La Guajira, Cauca, Nariño, Córdoba y Sucre, y los de mayor porcentaje de población indígena son Vaupés (66%), Guainía (65%), Guajira (45%), Vichada (44%), Amazonas (43%), Cauca (22%) y Putumayo (18%).
El mismo censo de 2005 registró 4 261 996 afrocolombianos que representan el 10,6% de la población total censada, siendo los departamentos con mayor porcentaje de población afrocolombiana, Chocó (83%), San Andrés y Providencia (57%), Bolívar (28%), Valle del Cauca y Cauca (22%).
También fueron censados 4.832 Rom (gitanos), principalmente en Atlántico, Bolívar, Valle, Bogotá y los Santanderes.
| Grupo étnico   | Población  | Porcentaje |
| -------------- | ---------- | ---------- |
| Sin declarar   | 38 678 341 | 88,93%     |
| Afrocolombiano | 2 950 072  | 6,68%      |
| Indígena       | 1 905 617  | 4,31%      |
| Raizal         | 25 515     | 0,06%      |
| Palenquero     | 6 637      | 0,02%      |
| Gitano         | 2 649      | 0,01%      |
| Sin respuesta  | 595 586    | 1,35%      |

### Estimaciones
| Grupo Étnico | Población  | Porcentaje |
| ------------ | ---------- | ---------- |
| Mestizo      | 26 156 000 | 50,3%      |
| Blanco       | 13 728 000 | 26,4%      |
| Indígena     | 4 940 000  | 9,5%       |
| Negro        | 4 680 000  | 9,0%       |
| Mulato       | 2 288 000  | 4,4%       |
| Asiático     | 208 000    | 0,4%       |

## Migración

### Inmigración

Población de venezolanos residentes en Colombia en 2005.

La inmigración en Colombia en el transcurso del siglo XIX y XX no fue tan fuerte como en otros países del continente. Esta situación se debió a dos factores principales: primero a las políticas heredadas desde el tiempo de la colonia española con leyes que siempre desestimulaban el ingreso de extranjeros al territorio, primero del Virreinato de la Nueva Granada. El segundo factor es la inestabilidad social, política y económica del país luego de su independencia del Imperio español debido a constantes conflictos internos, guerras civiles, dictaduras y golpes de estado. Estos hechos hicieron que el atractivo del país no fuese de gran atención para grupos inmigrantes. Aun así entraron en el país grupos y comunidades provenientes de Europa y Oriente Medio que tuvieron un profundo impacto en el desarrollo económico, social y cultural en determinadas áreas del territorio nacional colombiano. Los inmigrantes entraron a través del puerto de Barranquilla, aumentando considerablemente la población de la ciudad y convirtiéndola en una de las ciudades más cosmopolitas, desarrolladas y urbanizadas de Colombia.
Entre los flujos migratorios más numerosos e importantes destaca la inmigración árabe, proveniente de países como Líbano y Siria, de diferentes religiones (principalmente cristianos), que se instalaron en las zonas del norte, como Maicao. También llegaron a Colombia inmigrantes judíos, procedentes principalmente de Polonia, Lituania, Ucrania. Debe mencionarse también la inmigración europea, principalmente de españoles, seguidos de grupos alemanes, británicos, franceses, italianos y de otros países europeos; y finalmente, la poca inmigración de asiáticos. También se presentó (aunque cuantitativamente reducida) la llegada de inmigrantes políticos de otros países latinoamericanos en tiempos en que había dictaduras o represiones políticas en sus países, como Argentina, Uruguay, Brasil, Chile y países del Caribe.
Ante la situación de inestabilidad política y económica que vive el vecino país, en Colombia se vive un fenómeno de inmigración sin precedentes. Hasta el 31 de marzo del año 2019 se estima que en Colombia viven al menos 1.260.594 Venezolanos, de los cuales 770.975 son migrantes con estatus de legalidad en el país, mientras que los 489.619 restantes, ingresaron de manera irregular o bien han superado su tiempo de permanencia.
De enero a octubre de 2021, el 9,5% de los bebés fueron paridos por madres venezolanas. Según la entidad durante ese período hubo 505.114 nacimientos y 48.075 fueron de madres venezolanas. En 2017, la tasa de natalidad de las madres migrantes de Venezuela era del 0%, pero ha ido en aumento desde 2020, cuando fue del 9,1%.

### Emigración

El mercado de Medellín es uno de los puntos de reunión de colombianos que residen en la Ciudad de México.

La emigración de colombianos se ha derivado de la difícil situación económica, el deterioro de la calidad de vida y la intensificación del conflicto interno hacia finales del siglo XX, llevándolos a buscar una mejor calidad de vida o seguridad ante la persecución o el desempleo. Las autoridades colombianas afirman que este movimiento alcanzó su nivel más alto en el año 2000.
Los principales destinos de emigración en América son: Estados Unidos, que ha sido el principal receptor desde los años 1960, el país con mayor número de colombianos como residentes y donde los colombianos constituyen uno de los grupos de inmigrantes mayoritarios; Venezuela, que tuvo una recepción importante durante los años 1970 hasta que empezaron los problemas internos venezolanos , convirtiéndose Colombia en un receptor importante de personas procedentes de Venezuela. Además de Costa Rica, que gracias a la cercanía geográfica y la afinidad cultural los colombianos son rápidamente asimilados, representando en este momento la segunda comunidad inmigrante más grande en el país Centroamericano (donde casi el 10% del total de la población es inmigrante). En menor medida, los colombianos emigran a Ecuador, Panamá, Canadá, México, Brasil y Argentina.
En Europa, España tiene la comunidad colombiana más grande del continente y le siguen en importancia Reino Unido, Francia, Alemania, Italia y los Países Bajos. Los destinos preferidos de los emigrantes colombianos hoy día se concentran entre Norteamérica y Europa, siendo Australia un nuevo destino que cada vez despierta mayor interés en este grupo.

## Evolución de la población

### Época precolombina
Población estimada en 1535 del actual territorio colombiano:
- Estimación bajista: 850.000 (Ángel Rosenblat, 1954).[33]
  - Grupo chibcha: 500.000[34]
    - Muiscas: 300.000[34]
- Estimación moderada: 3.000.000 (Germán Colmenares, 1973).[35]
  - Valle del río Magdalena: 1.500.000[36]
    - Muiscas: 800.000-1.200.000[34]

  - Valle del Cauca: 600.000-1.000.000[37]
  - Tayronas: 1.000.000[38]
- Estimación alcista: 5.000.000-6.000.000 (Gabriel Giraldo Jaramillo, 1957).[39]
  - Muiscas: 2.000.000[40]
- Estimación más alta: 10.000.000-12.000.000 [32]

### Época colonial
- En 1560 habría aún hasta 1.260.000-1.500.000 indígenas, 6.000-8.000 blancos y 5.000-7.000 negros, mulatos y mestizos.[41][42]
- En 1570 habría 750.000-800.000 indígenas en Nueva Granada (170.000 en Santa María y Cartagena; 125.000 en Tunja). Blancos y mestizos sumaban 20.000 y 15.000 eran esclavos.[43][44]
- En 1650 quedaban en Nueva Granada 600.000 indígenas, 150.000 blanco-mestizos, 60.000 negros, 20.000 mulatos y 20.000 zambos.[44]
- En 1761 se calcula en 702.661 habitantes (unos 350.000 blancos y mestizos).[44]
- En 1772 eran 738.523 habitantes (129.279 blancos, 353.435 mestizos, 143.800 indios y 51.999 negros).[45]
- En 1778 eran 827.550 almas (278.068 blancos, 136.753 indios y 368.093 mestizos, negros y demás castas).[45]

### Sigloxix
Crecimiento de la población colombiana en el siglo xix:
| Fuente                                                                           | Población 1800         | Población 1825 | Población 1835 | Población 1843 | Población 1851 | Población 1864 | Población 1870 | Población 1887 | Población 1898 | Población 1905 |
| -------------------------------------------------------------------------------- | ---------------------- | -------------- | -------------- | -------------- | -------------- | -------------- | -------------- | -------------- | -------------- | -------------- |
| Historia Económica de Colombia Hermes Tovar                                      | -                      | 1 129 200      | 1 570 900      | 1 812 600      | 2 105 600      | -              | 2 713 000      | -              | -              | -              |
| Historia Económica de Colombia J. Orlando Melo                                   | -                      | -              | -              | 1 814 000      | 2 094 000      | 2 440 000      | 2 713 000      | 3 666 000      | 4 183 000      | 4 122 000      |
| Cien años de economía en Colombia Universidad Externado de Colombia              | -                      | 1 129 200      | 1 570 900      | 1 812 600      | 2 105 600      | 2 441 300      | 2 708 000      | -              | -              | 4 268 900      |
| Estadísticas de la Nueva Granada H. Tovar                                        | -                      | 2 396 800      | -              |                | -              | -              | -              | -              | -              | -              |
| Análisis de los censos de población del siglo XIX en Colombia Fernando Gómez     | -                      | -              | 1 699 400      | 1 954 700      | 2 243 600      | -              | 3.113.600      | -              | -              | -              |
| Compendio de Estadísticas Históricas de Colombia Miguel Urrutia & Fernando Gómez | -                      | 1 229 300      | 1 685 500      | 1 931 700      | 2 243 700      | 2 662 800      | 2 916 700      | -              | -              | -              |
| Memoria de lo Interior y Relaciones Exteriores para el Congreso de 1876          | -                      | -              | -              | -              | -              | -              | 2 897 900      | -              | -              | -              |
| Anuario Estadístico de Colombia 1875                                             | -                      | -              | -              | -              | -              | -              | 2 916 700      | -              | -              | -              |
| El PIB de la Nueva Granada en 1800 Salomón Kalmanovitz                           | 938 600 (20% blancos). | -              | 1 570 900      | 1 814 000      | 2 094 000      | 2 440 000      | 2 713 000      | 3 666 000      | 4 183 000      | 4 122 000      |
| Estadística General de la Nueva Granada 1843                                     | -                      | -              | -              | 1 812 600      | -              | -              | -              | -              | -              | -              |
| Colombia 1886: Programa Centenario de la Constitución                            | -                      | -              | -              | -              | -              | -              | 2 916 000      | 3 961 000      | 4 223 000      | -              |
| Las Transformaciones Sociodemográficas del siglo XX Carmen Elisa Floréz          | -                      | -              | -              | -              | -              | -              | -              | -              | -              | 4 737 600      |

### Siglosxxyxxi
Censos colombianos durante los siglos xx y xxi:
- En 1905 el censo contó 4 533 777 habitantes.
- En 1912 el censo contó 5 472 604 habitantes.
- En 1918 el censo contó 5 855 077 habitantes.
- En 1928 el censo contó 7 851 110 habitantes.
- En 1938 el censo contó 8 697 041 habitantes.
- En 1951 el censo contó 11 548 172 habitantes.
- En 1964 el censo contó 17 484 510 habitantes.
- En 1973 el censo contó 20 666 920 habitantes.
- En 1985 el censo contó 27 853 432 habitantes.
- En 1993 el censo contó 33 109 839 habitantes.
- En 2005 el censo contó 41 468 384 habitantes.

En mayo de 2011 Colombia cumplió con los 46.000.000 de habitantes según el reloj poblacional del DANE. Se cree que a mediados de siglo el país sufra un proceso de envejecimiento producto de la baja en la tasa de natalidad y el aumento en la esperanza de vida. En el siguiente cuadro se muestra el futuro aumento de la población en tercera edad y la reducción en la población menor de 15 años.
| 'Año | Población total | Población mayor de 65 | Porcentaje en la población | Población menor de 15 | Porcentaje en la población |
| ---- | --------------- | --------------------- | -------------------------- | --------------------- | -------------------------- |
| 1950 | 10 825 000      | 238 000               | 2,2%                       | 5 325 000             | 49,2%                      |
| 1975 | 24 378 000      | 1 023 000             | 4,2%                       | 10 896 000            | 44,7%                      |
| 2000 | 40 129 000      | 2 634 000             | 6,5%                       | 14 106 000            | 34,8%                      |
| 2025 | 51 771 000      | 8 725 000             | 15,9%                      | 12 873 000            | 23,5%                      |
| 2050 | 65 082 000      | 16 518 000            | 25,0%                      | 10 705 000            | 16,2%                      |

## Idioma
El idioma oficial es el español o castellano. Dentro del español empleado en Colombia encontramos los diferentes acentos como el santandereano, antioqueño, el valluno, el rolo, el costeño, el pastuso, el opita, entre otras. 
También son oficiales en sus territorios las lenguas indígenas de Colombia, el Criollo Palenquero y el Sanandresano de los raizales de San Andrés y Providencia. Se hablan más de sesenta lenguas aborígenes, como Wayuunaiki, Nasa Yuwe, Emberá, Guambiano y Ticuna.

## Religión
Aunque cerca del 60%  de la población es católica (situación favorecida por el Concordato de 1973), la Constitución Política de 1991 establece la libertad e igualdad de cultos. Minorías son protestante (23%), agrupados en una multitud de congregaciones independientes.
| Religión            | Seguidores | %    |
| ------------------- | ---------- | ---- |
| Católicos           | 27 476 625 | 54,9 |
| Sin religión        | 10 127 335 | 20,0 |
| Protestantes        | 9 529 060  | 19,0 |
| Creencias indígenas | 1 519 562  | 2,8  |
| Musulmanes          | 500 000    | 1,0  |
| Judíos              | 40 436     | 0,1  |
| Otra                | 1 195 726  | 2,2  |

Religiones:
- Cristianismo en Colombia
  - Iglesia Católica en Colombia
  - Protestantismo en Colombia
- Judaísmo en Colombia
- Islam en Colombia
- Budismo en Colombia
- Hinduismo en Colombia

## Estadísticas vitales

### Estimaciones de la ONU
| Período | Nacimientos vivos por año | Muertes por año | Cambio natural por año | TBN1 | TBM1 | CN1  | TGF1 | IMI1  |
| --- | ------------------------- | --------------- | ---------------------- | ---- | ---- | ---- | ---- | ----- |
| 1950-1955 | 828 000                   | 209 000         | 619 000                | 64.1 | 16.1 | 48.0 | 8.16 | 123.2 |
| 1955-1960 | 897 000                   | 203 000         | 694 000                | 58.2 | 13.2 | 45.0 | 7.76 | 105.4 |
| 1960-1965 | 987 000                   | 203 000         | 784 000                | 54.3 | 11.1 | 43.2 | 6.76 | 92.1  |
| 1965-1970 | 1 015 000                 | 206 000         | 809 000                | 48.1 | 9.7  | 38.4 | 6.18 | 82.2  |
| 1979-1975 | 1 055 000                 | 202 000         | 853 000                | 43.3 | 8.2  | 35.5 | 4.90 | 73.0  |
| 1975-1980 | 1 023 000                 | 239 000         | 784 000                | 37.1 | 8.6  | 28.5 | 4.25 | 56.7  |
| 1980-1985 | 1 175 000                 | 221 000         | 899 000                | 36.2 | 7.1  | 29.1 | 3.70 | 43.0  |
| 1985-1990 | 1 206 000                 | 251 000         | 923 000                | 33.8 | 7.2  | 26.6 | 3.18 | 35.3  |
| 1990-1995 | 1 128 000                 | 279 000         | 819 000                | 28.4 | 7.2  | 21.5 | 2.84 | 27.6  |
| 1995-2000 | 1 093 000                 | 293 000         | 760 000                | 24.9 | 6.9  | 18.0 | 2.70 | 24.0  |
| 2000-2005 | 1 062 000                 | 284 000         | 758 000                | 22.7 | 6.2  | 16.5 | 2.62 | 20.5  |
| 2005-2010 | 1 014 000                 | 309 000         | 705 000                | 20.5 | 6.2  | 14.3 | 2.41 | 19.1  |
| 2010-2015 | 902 000                   | 323 000         | 579 000                | 16.9 | 6.0  | 13.0 | 1.93 | 16.7  |
| 2015-2020 | 949 000                   | 345 000         | 594 000                | 17.4 | 6.1  | 11.3 | 2.03 | 14.0  |
| 1 TBN = Tasa bruta de natalidad (por 1000); TBM = Tasa bruta de mortalidad (por 1000); CN = Crecimiento natural (por 1000); TGF = Tasa global de fertilidad (número de hijos por mujer); IMI = Índice de mortalidad infantil por 1000 nacimientos |                           |                 |                        |      |      |      |      |       |

### Estadísticas vitales oficiales desde 1900
| Año  | Población total | Nacimientos vivos | Defunciones | Crecimiento natural |
| ---- | --------------- | ----------------- | ----------- | ------------------- |
| 1900 | 4 076 000       | 207 854           | 80 650      | 127 204             |
| 1901 | 4 192 000       | 225 298           | 81 129      | 144 169             |
| 1902 | 4 305 000       | 238 597           | 83 674      | 154 923             |
| 1903 | 4 419 000       | 241 929           | 85 549      | 156 380             |
| 1904 | 4 586 000       | 262 763           | 89 026      | 173 737             |
| 1905 | 4 703 000       | 288 392           | 93 167      | 195 225             |
| 1906 | 4 825 000       | 291 076           | 94 869      | 196 227             |
| 1907 | 4 919 000       | 296 265           | 97 976      | 198 289             |
| 1908 | 5 033 000       | 303 057           | 103 782     | 199 275             |
| 1909 | 5 116 000       | 320 601           | 101 929     | 218 672             |
| 1910 | 5 235 000       | 319 966           | 106 468     | 213 498             |
| 1911 | 5 341 000       | 325 784           | 109 928     | 215 856             |
| 1912 | 5 472 000       | 332 091           | 103 265     | 228 826             |
| 1913 | 5 603 000       | 340 605           | 102 931     | 237 674             |
| 1914 | 5 740 000       | 348 932           | 102 755     | 246 177             |
| 1915 | 5 902 000       | 352 526           | 105 845     | 246 681             |
| 1916 | 6 035 000       | 366 912           | 104 928     | 261 984             |
| 1917 | 6 198 000       | 374 494           | 106 657     | 267 947             |
| 1918 | 6 356 000       | 380 122           | 109 982     | 270 140             |
| 1919 | 6 505 000       | 385 061           | 111 726     | 273 335             |
| 1920 | 6 779 000       | 382 069           | 113 823     | 268 243             |
| 1921 | 6 943 000       | 388 216           | 114 872     | 273 344             |
| 1922 | 7 095 000       | 390 507           | 115 057     | 275 450             |
| 1923 | 7 249 000       | 391 724           | 119 298     | 272 426             |
| 1924 | 7 386 000       | 392 649           | 120 064     | 272 585             |
| 1925 | 7 511 000       | 398 486           | 121 637     | 276 849             |
| 1926 | 7 665 000       | 412 293           | 121 755     | 290 538             |
| 1927 | 7 792 000       | 439 202           | 123 834     | 315 368             |
| 1928 | 7 851 000       | 431 076           | 122 910     | 308 166             |
| 1929 | 7 933 000       | 422 918           | 125 784     | 297 134             |
| 1930 | 8 016 000       | 425 546           | 124 929     | 300 617             |
| 1931 | 8 099 000       | 428 126           | 126 578     | 301 548             |
| 1932 | 8 176 000       | 433 305           | 132 495     | 300 810             |
| 1933 | 8 255 000       | 434 056           | 134 725     | 299 331             |
| 1934 | 8 321 000       | 439 597           | 133 883     | 305 714             |
| 1935 | 8 400 000       | 445 724           | 136 065     | 309 659             |
| 1936 | 8 489 000       | 452 016           | 140 069     | 311 947             |
| 1937 | 8 550 000       | 457 946           | 141 829     | 316 117             |
| 1938 | 8 697 000       | 462 293           | 156 287     | 306 006             |
| 1939 | 8 802 000       | 465 721           | 160 039     | 305 682             |
| 1940 | 8 929 000       | 468 119           | 161 276     | 306 843             |
| 1941 | 9 068 000       | 470 056           | 163 293     | 306 763             |
| 1942 | 9 205 000       | 471 433           | 166 956     | 304 477             |
| 1943 | 9 367 000       | 490 943           | 170 679     | 320 264             |
| 1944 | 9 508 000       | 492 733           | 171 287     | 321 446             |
| 1945 | 9 775 000       | 506 695           | 182 954     | 323 741             |
| 1946 | 10 032 000      | 519 296           | 178 235     | 341 691             |
| 1947 | 10 306 000      | 546 872           | 176 562     | 370 310             |
| 1948 | 10 579 000      | 577 053           | 189 925     | 387 128             |
| 1949 | 10 846 000      | 590 921           | 180 305     | 410 616             |
| 1950 | 11 125 000      | 608 235           | 177 243     | 430 992             |
| 1951 | 11 548 000      | 622 415           | 174 932     | 447 483             |
| 1952 | 11 926 000      | 635 849           | 166 328     | 469 521             |
| 1953 | 12 335 000      | 650 913           | 169 291     | 481 622             |
| 1954 | 12 741 000      | 670 791           | 165 957     | 504 834             |
| 1955 | 13 165 000      | 692 387           | 164 889     | 527 498             |
| 1956 | 13 689 000      | 706 256           | 161 935     | 544 321             |
| 1957 | 14 305 000      | 729 934           | 163 075     | 566 859             |
| 1958 | 14 929 000      | 741 525           | 167 968     | 573 557             |
| 1959 | 15 468 000      | 768 964           | 162 673     | 606 291             |
| 1960 | 15 945 000      | 779 601           | 160 709     | 618 896             |
| 1961 | 16 525 000      | 806 239           | 161 402     | 644 837             |
| 1962 | 17 049 000      | 841 996           | 163 866     | 675 370             |
| 1963 | 17 533 000      | 873 531           | 168 929     | 704 902             |
| 1964 | 17 946 000      | 924 077           | 170 049     | 754 028             |
| 1965 | 18 425 000      | 985 160           | 171 926     | 813 234             |
| 1966 | 19 070 000      | 1 006 759         | 168 376     | 838 383             |
| 1967 | 19 635 000      | 1 004 925         | 166 434     | 838 491             |
| 1968 | 20 245 000      | 1 008 964         | 173 926     | 835 038             |
| 1969 | 20 885 000      | 1 009 670         | 177 296     | 832 374             |
| 1970 | 21 492 000      | 1 013 532         | 178 798     | 834 734             |
| 1971 | 22 075 000      | 1 009 641         | 180 029     | 829 612             |
| 1972 | 22 658 000      | 1 011 097         | 181 932     | 829 165             |
| 1973 | 23 141 000      | 1 014 738         | 186 265     | 828 473             |
| 1974 | 23 729 000      | 1 019 928         | 182 595     | 837 333             |
| 1975 | 24 203 000      | 1 025 673         | 179 064     | 846 609             |
| 1976 | 24 768 000      | 1 027 394         | 177 453     | 849 941             |
| 1977 | 25 335 000      | 1 034 296         | 178 320     | 855 976             |
| 1978 | 25 980 000      | 1 038 278         | 181 296     | 856 982             |
| 1979 | 26 469 000      | 1 031 982         | 181 969     | 850 013             |
| 1980 | 27 035 000      | 1 026 691         | 185 452     | 841 239             |
| 1981 | 27 625 000      | 1 033 706         | 187 976     | 845 730             |
| 1982 | 28 283 000      | 1 042 393         | 192 064     | 850 329             |
| 1983 | 28 816 000      | 1 052 846         | 198 784     | 854 062             |
| 1984 | 29 446 000      | 1 057 796         | 195 650     | 862 146             |
| 1985 | 30 116 000      | 1 091 639         | 191 046     | 900 593             |
| 1986 | 30 802 000      | 1 067 203         | 198 929     | 868 274             |
| 1987 | 31 544 000      | 1 070 989         | 202 564     | 868 425             |
| 1988 | 32 145 000      | 1 100 837         | 232 779     | 868 058             |
| 1989 | 32 848 000      | 1 150 076         | 245 938     | 904 138             |
| 1990 | 33 506 000      | 1 229 531         | 251 291     | 978 240             |
| 1991 | 34 045 000      | 1 236 893         | 258 923     | 977 970             |
| 1992 | 34 821 000      | 1 212 053         | 262 046     | 950 007             |
| 1993 | 35 586 000      | 1 207 939         | 260 191     | 947 748             |
| 1994 | 36 206 000      | 1 156 826         | 268 394     | 888 432             |
| 1995 | 37 051 000      | 1 103 285         | 270 912     | 832 373             |
| 1996 | 37 729 000      | 1 068 923         | 275 934     | 792 989             |
| 1997 | 38 562 000      | 1 073 015         | 280 192     | 792 823             |
| 1998 | 39 184 000      | 1 020 839         | 282 696     | 738 143             |
| 1999 | 39 730 000      | 1 048 098         | 287 967     | 760 131             |
| 2000 | 40 295 000      | 1 055 746         | 292 635     | 763 111             |
| 2001 | 40 813 000      | 1 023 333         | 291 734     | 732 399             |
| 2002 | 41 328 000      | 1 019 604         | 293 065     | 726 539             |
| 2003 | 41 848 000      | 1 021 949         | 288 405     | 733 544             |
| 2004 | 42 368 000      | 1 034 977         | 294 735     | 740 242             |
| 2005 | 42 888 000      | 1 038 625         | 297 057     | 741 568             |
| 2006 | 43 471 000      | 1 025 272         | 298 451     | 726 821             |
| 2007 | 44 005 000      | 1 017 392         | 296 347     | 721 045             |
| 2008 | 44 527 000      | 1 010 928         | 299 075     | 711 853             |
| 2009 | 45 039 000      | 1 006 295         | 291 566     | 714 729             |
| 2010 | 45 541 000      | 997 283           | 297 634     | 699 649             |
| 2011 | 46 033 000      | 932 486           | 298 991     | 633 495             |
| 2012 | 46 514 000      | 895 715           | 301 075     | 594 640             |
| 2013 | 47 086 000      | 879 640           | 303 712     | 575 928             |
| 2014 | 47 546 000      | 926 378           | 313 626     | 612 752             |
| 2015 | 48 095 000      | 950 023           | 306 596     | 643 427             |
| 2016 | 48 534 000      | 961 275           | 315 045     | 646 230             |
| 2017 | 49 060 000      | 967 792           | 330 762     | 637 030             |
| 2018 | 49 658 000      | 940 541           | 325 066     | 615 475             |
| 2019 | 50 896 000      | 933 178           | 308 954     | 624 224             |
| 2020 | 51 909 000      | 909 071           | 333 298     | 575 773             |

### Nacimientos y muertes oficiales, estadísticas.
| Año  | Población  | Nacimientos | Muertes | Incremento natural | Tasa bruta de nacimientos. | Tasa bruta de muertes. | Tasa de crecimiento natural. | Aumento bruto de la migración. | Tasa de fertilidad total. | Esperanza de vida. (hombres) | Esperanza de vida. (mujeres) |
| ---- | ---------- | ----------- | ------- | ------------------ | -------------------------- | ---------------------- | ---------------------------- | ------------------------------ | ------------------------- | ---------------------------- | ---------------------------- |
| 1998 | 37 792 164 | 720 984     | 175 363 | 545 621            | 18.9                       | 4.6                    | 14.3                         |                                | 2.17                      | 66.1                         | 74.2                         |
| 1999 | 38 454 863 | 746 194     | 183 553 | 562 641            | 19.3                       | 4.7                    | 14.5                         | 0.3                            | 2.22                      | 66.6                         | 74.6                         |
| 2000 | 39 140 080 | 752 834     | 187 432 | 565 402            | 19.2                       | 4.7                    | 14.4                         | -0.3                           | 2.22                      | 67.1                         | 75.0                         |
| 2001 | 39 674 811 | 724 319     | 191 513 | 532 806            | 18.2                       | 4.8                    | 13.4                         | 0                              | 2.12                      | 67.6                         | 75.4                         |
| 2002 | 40 190 679 | 700 455     | 192 262 | 508 193            | 17.4                       | 4.7                    | 12.6                         | 0.2                            | 2.04                      | 68.0                         | 75.7                         |
| 2003 | 40 693 254 | 710 702     | 192 121 | 518 581            | 17.4                       | 4.7                    | 12.7                         | -0.4                           | 2.05                      | 68.5                         | 76.1                         |
| 2004 | 41 188 093 | 723 099     | 188 933 | 534 166            | 17.5                       | 4.5                    | 12.9                         | -1.0                           | 2.07                      | 68.9                         | 76.5                         |
| 2005 | 41 671 878 | 719 968     | 189 022 | 530 946            | 17.2                       | 4.5                    | 12.7                         | -1.1                           | 2.05                      | 69.3                         | 76.8                         |
| 2006 | 42 170 126 | 714 450     | 192 814 | 521 636            | 16.9                       | 4.5                    | 12.3                         | -0.6                           | 2.02                      | 69.6                         | 77.0                         |
| 2007 | 42 658 630 | 709 253     | 193 936 | 515 317            | 16.6                       | 4.5                    | 12.0                         | -0.6                           | 1.98                      | 69.9                         | 77.3                         |
| 2008 | 43 134 017 | 715 453     | 196 943 | 518 510            | 16.5                       | 4.5                    | 12.0                         | -1.0                           | 1.97                      | 70.2                         | 77.5                         |
| 2009 | 43 608 630 | 699 775     | 196 933 | 502 842            | 16.0                       | 4.5                    | 11.5                         | -0.7                           | 1.91                      | 70.5                         | 77.7                         |
| 2010 | 44 086 292 | 654 627     | 200 524 | 454 103            | 14.8                       | 4.5                    | 10.3                         | 0.5                            | 1.78                      | 70.8                         | 77.9                         |
| 2011 | 44 553 416 | 665 499     | 195 823 | 469 676            | 14.9                       | 4.3                    | 10.5                         | -0.1                           | 1.79                      | 71.1                         | 78.1                         |
| 2012 | 45 001 571 | 676 835     | 199 756 | 477 079            | 15.0                       | 4.4                    | 10.6                         | -0.6                           | 1.81                      | 71.4                         | 78.3                         |
| 2013 | 45 434 942 | 658 835     | 203 071 | 455 764            | 14.5                       | 4.4                    | 10.0                         | -0.5                           | 1.75                      | 71.7                         | 78.5                         |
| 2014 | 45 866 010 | 669 137     | 210 051 | 459 086            | 14.5                       | 4.5                    | 10.0                         | -0.6                           | 1.76                      | 71.9                         | 78.7                         |
| 2015 | 46 313 898 | 660 999     | 219 472 | 441 527            | 14.2                       | 4.7                    | 9.5                          | 0.1                            | 1.73                      | 72.2                         | 78.9                         |
| 2016 | 46 830 116 | 647 521     | 223 078 | 424 443            | 13.8                       | 4.7                    | 9.0                          | 2.0                            | 1.68                      | 72.5                         | 79.1                         |
| 2017 | 47 419 200 | 656 704     | 227 624 | 429 080            | 13.8                       | 4.8                    | 9.0                          | 3.4                            | 1.69                      | 72.7                         | 79.3                         |
| 2018 | 48 258 494 | 649 115     | 236 932 | 412 183            | 13.5                       | 4.9                    | 8.5                          | 9.0                            | 1.64                      | 73.3                         | 79.8                         |
| 2019 | 49 395 678 | 642 660     | 244 355 | 398 305            | 13.0                       | 4.9                    | 8.0                          | 15.3                           | 1.59                      | 73.5                         | 79.9                         |
| 2020 | 50 372 424 | 629 402     | 300 853 | 328 549            | 12.5                       | 5.9                    | 6.5                          | 13.1                           | 1.53                      | 72.1                         | 78.9                         |
| 2021 | 51 049 498 | 616 914     | 363 089 | 253 825            | 12.1                       | 7.1                    | 4.9                          | 8.4                            | 1.49                      | 69.7                         | 76.9                         |
| 2022 | 51 682 692 | 573 625     | 287 251 | 286 374            | 11.1                       | 5.6                    | 5.5                          | 6.8                            | 1.37                      | 72.1                         | 78.5                         |
| 2023 | 52 215 503 | 510 357     | 265 047 | 245 310            | 9.8                        | 5.1                    | 4.7                          |                                | 1.22                      | 74.5                         | 80.1                         |

## Población por edad
Edad de todos los habitantes de Colombia al 31 de diciembre de 2020:
| Edad       | Población  | % del total |
| ---------- | ---------- | ----------- |
| 0 años     | 902 958    | 1.74%       |
| 1 año      | 912 479    | 1.75%       |
| 2 años     | 921 865    | 1.77%       |
| 3 años     | 925 561    | 1.78%       |
| 4 años     | 906 328    | 1.74%       |
| 5 años     | 901 945    | 1.74%       |
| 6 años     | 909 763    | 1.75%       |
| 7 años     | 870 891    | 1.68%       |
| 8 años     | 849 024    | 1.63%       |
| 9 años     | 865 310    | 1.66%       |
| 10 años    | 902 934    | 1.74%       |
| 11 años    | 906 383    | 1.74%       |
| 12 años    | 915 256    | 1.76%       |
| 13 años    | 922 301    | 1.77%       |
| 14 años    | 929 354    | 1.79%       |
| 15 años    | 923 061    | 1.78%       |
| 16 años    | 909 953    | 1.75%       |
| 17 años    | 907 235    | 1.75%       |
| 18 años    | 905 128    | 1.74%       |
| 19 años    | 903 275    | 1.74%       |
| 20 años    | 908 042    | 1.75%       |
| 21 años    | 905 187    | 1.74%       |
| 22 años    | 903 065    | 1.74%       |
| 23 años    | 910 102    | 1.75%       |
| 24 años    | 909 823    | 1.75%       |
| 25 años    | 903 201    | 1.74%       |
| 26 años    | 926 763    | 1.78%       |
| 27 años    | 932 172    | 1.79%       |
| 28 años    | 960 395    | 1.85%       |
| 29 años    | 902 583    | 1.74%       |
| 30 años    | 858 912    | 1.65%       |
| 31 años    | 809 065    | 1.56%       |
| 32 años    | 766 192    | 1.47%       |
| 33 años    | 749 255    | 1.44%       |
| 34 años    | 735 146    | 1.41%       |
| 35 años    | 722 310    | 1.39%       |
| 36 años    | 710 507    | 1.37%       |
| 37 años    | 708 193    | 1.36%       |
| 38 años    | 660 540    | 1.27%       |
| 39 años    | 649 256    | 1.25%       |
| 40 años    | 635 136    | 1.22%       |
| 41 años    | 596 031    | 1.15%       |
| 42 años    | 595 373    | 1.14%       |
| 43 años    | 586 025    | 1.13%       |
| 44 años    | 556 450    | 1.07%       |
| 45 años    | 549 221    | 1.06%       |
| 46 años    | 525 873    | 1.01%       |
| 47 años    | 522 103    | 1.00%       |
| 48 años    | 509 928    | 0.98%       |
| 49 años    | 507 492    | 0.98%       |
| 50 años    | 503 075    | 0.97%       |
| 51 años    | 505 827    | 0.97%       |
| 52 años    | 508 356    | 0.98%       |
| 53 años    | 511 209    | 0.98%       |
| 54 años    | 509 362    | 0.98%       |
| 55 años    | 479 828    | 0.92%       |
| 56 años    | 425 371    | 0.82%       |
| 57 años    | 419 092    | 0.81%       |
| 58 años    | 416 823    | 0.80%       |
| 59 años    | 406 125    | 0.78%       |
| 60 años    | 364 285    | 0.69%       |
| 61 años    | 350 926    | 0.67%       |
| 62 años    | 338 291    | 0.65%       |
| 63 años    | 334 056    | 0.64%       |
| 64 años    | 335 216    | 0.64%       |
| 65 años    | 329 046    | 0.63%       |
| 66 años    | 325 177    | 0.63%       |
| 67 años    | 317 024    | 0.61%       |
| 68 años    | 313 888    | 0.60%       |
| 69 años    | 302 912    | 0.58%       |
| 70 años    | 269 305    | 0.52%       |
| 71 años    | 226 219    | 0.43%       |
| 72 años    | 208 064    | 0.40%       |
| 73 años    | 203 875    | 0.39%       |
| 74 años    | 209 199    | 0.40%       |
| 75 años    | 215 563    | 0.41%       |
| 76 años    | 207 835    | 0.40%       |
| 77 años    | 192 770    | 0.36%       |
| 78 años    | 185 065    | 0.36%       |
| 79 años    | 174 393    | 0.33%       |
| 80 años    | 160 929    | 0.31%       |
| 81 años    | 155 726    | 0.29%       |
| 82 años    | 146 293    | 0.28%       |
| 83 años    | 143 398    | 0.28%       |
| 84 años    | 141 079    | 0.27%       |
| 85 años    | 122 735    | 0.23%       |
| 86 años    | 106 292    | 0.20%       |
| 87 años    | 104 964    | 0.19%       |
| 88 años    | 98 318     | 0.19%       |
| 89 años    | 91 023     | 0.18%       |
| 90 años    | 86 295     | 0.17%       |
| 91 años    | 65 102     | 0.13%       |
| 92 años    | 54 883     | 0.10%       |
| 93 años    | 55 013     | 0.10%       |
| 94 años    | 46 382     | 0.09%       |
| 95 años    | 32 119     | 0.06%       |
| 96 años    | 25 928     | 0.05%       |
| 97 años    | 15 077     | 0.03%       |
| 98 años    | 8 229      | 0.02%       |
| 99 años    | 6 534      | 0.01%       |
| ≥ 100 años | 7 923      | 0.01%       |
| Total      | 51 967 764 | 100.0%      |

## Tasa total de fertilidad y nacimientos por departamento
Los nacimientos en Colombia han disminuido, pues de 2015 a 2020, un 12,5% menos. En 2021 hubo 12 nacimientos por cada 1.000 personas.
Tasa de fertilidad (número promedio de hijos nacidos por mujer) y el número de nacimientos y muertes en 2021. Censo realizado en 2021.
La tasa de fertilidad por debajo de 2,1 hijos por mujer es una población produciendo descendencia por debajo del nivel de reemplazo, por lo que si se mantiene la tendencia comienza a disminuir la población.
| Departamento (2021) | Tasa bruta de natalidad | Tasa de fertilidad | Número de nacimientos | Número de fallecidos |
| ------------------- | ----------------------- | ------------------ | --------------------- | -------------------- |
| Antioquia           | 13.55                   | 1,65               | 89.542                | 45.074               |
| Atlántico           | 16.15                   | 1,92               | 43.023                | 14.992               |
| Bogotá              | 12.71                   | 1,46               | 97.492                | 38.959               |
| Bolívar             | 17.95                   | 2,16               | 38.459                | 12.950               |
| Boyacá              | 14.35                   | 1,96               | 17.523                | 9.260                |
| Caldas              | 12.23                   | 1,64               | 12.259                | 7.420                |
| Caquetá             | 19.54                   | 2,37               | 7.946                 | 2.621                |
| Cauca               | 15.96                   | 1,92               | 23.730                | 9.970                |
| César               | 19.77                   | 2,29               | 25.177                | 6.625                |
| Córdoba             | 17.82                   | 2,22               | 32.100                | 11.258               |
| Cundinamarca        | 14.51                   | 1,77               | 47.251                | 17.950               |
| Chocó               | 22.42                   | 2,86               | 12.063                | 3.607                |
| Huila               | 18.70                   | 2,35               | 20.659                | 7.360                |
| La Guajira          | 24.56                   | 2,70               | 23.284                | 6.131                |
| Magdalena           | 18.53                   | 2,25               | 26.034                | 8.284                |
| Meta                | 16.28                   | 2,00               | 17.063                | 6.380                |
| Nariño              | 15.53                   | 1,91               | 24.884                | 10.966               |
| Norte de Santander  | 16.88                   | 2,06               | 26.508                | 10.196               |
| Quindío             | 11.73                   | 1,54               | 6.425                 | 4.960                |
| Risaralda           | 12.88                   | 1,65               | 12.144                | 7.492                |
| Santander           | 13.90                   | 1,75               | 31.227                | 14.067               |
| Sucre               | 17.12                   | 2,13               | 16.068                | 6.015                |
| Tolima              | 13.24                   | 1,78               | 17.588                | 10.491               |
| Valle del Cauca     | 14.65                   | 1,76               | 65.070                | 34.071               |
| Arauca              | 20.32                   | 2,30               | 5.880                 | 1.516                |
| Casanare            | 18.32                   | 2,11               | 7.836                 | 1.928                |
| Putumayo            | 18.38                   | 2,13               | 6.567                 | 2.101                |
| San Andrés          | 14.74                   | 1,92               | 914                   | 402                  |
| Amazonas            | 24.98                   | 3,20               | 1.950                 | 471                  |
| Guainía             | 28.44                   | 3,56               | 1.444                 | 273                  |
| Guaviare            | 22.36                   | 2,87               | 1.950                 | 417                  |
| Vaupés              | 32.22                   | 4,78               | 1.519                 | 366                  |
| Vichada             | 26.00                   | 3,21               | 2.915                 | 786                  |
| Colombia            | 15.38                   | 1,87               | 764.494               | 315.359              |

## Estadísticas
Población: 43.593.035 (julio de 2006 est.)
64,5% (hombres 13.689.384/mujeres 14.416.439)
- 65 años o mayores: 5,2% (hombres 996.022/mujeres 1.279.548) (2006 est.)

Edad mediana:
- Total: 26,3 años
- Hombres: 25,4 años
- Mujeres: 27,4 años (2006 est.)

Con la realización del censo de población de 2005 se calculó una tasa de natalidad de 21,66 % y una tasa de mortalidad de 5,95 % dejando una tasa de crecimiento natural de 15,71 % (1,1571). Sin embargo el país solo crecía 12,53% anualmente puesto que la tasa de migración era -3,18%. Para 2005 la tasa de fecundidad fue de 2,22 hijos por mujer y la esperanza de vida de 72,56 años.
El DANE proyectó que para 2010 la tasa de natalidad sería de 19,86% y la tasa de mortalidad sería de 5,82% dejando una tasa de crecimiento natural de 14,04% (1,1404), aunque el país crecería 1,178% anualmente porque la tasa de migración sería de -2,26%. Para el 2010 se calcula una tasa de fecundidad de 2,10 hijos por mujer y una esperanza de vida 74 años.
| Edad  | Femenino   | Masculino  | Total      | %     |
| ----- | ---------- | ---------- | ---------- | ----- |
| 0-4   | 2 359 167  | 2 535 703  | 4 894 870  | 9.0   |
| 5-9   | 2 048 369  | 2 165 013  | 4 213 382  | 7.8   |
| 10-14 | 2 202 397  | 2 313 413  | 4 515 810  | 8.3   |
| 15-19 | 2 218 628  | 2 313 929  | 4 532 557  | 8.3   |
| 20-24 | 2 084 135  | 2 090 339  | 4 174 474  | 7.7   |
| 25-29 | 2 102 236  | 2 019 457  | 4 121 693  | 7.6   |
| 30-34 | 1 987 093  | 1 886 394  | 3 873 487  | 7.1   |
| 35-39 | 1 867 962  | 1 753 742  | 3 621 704  | 6.7   |
| 40-44 | 1 661 448  | 1 534 973  | 3 196 421  | 5.9   |
| 45-49 | 1 579 118  | 1 471 768  | 3 050 886  | 5.6   |
| 50-54 | 1 513 195  | 1 345 767  | 2 858 922  | 5.3   |
| 55-59 | 1 404 525  | 1 222 699  | 2 627 224  | 4.8   |
| 60-64 | 1 325 484  | 1 142 041  | 2 467 525  | 4.5   |
| 65-69 | 1 110 866  | 935 846    | 2 046 712  | 3.7   |
| 70-74 | 1 051 735  | 878 112    | 1 929 847  | 3.5   |
| 75-79 | 673 661    | 523 277    | 1 196 938  | 2.2   |
| 80-84 | 388 758    | 244 440    | 633 198    | 1.2   |
| 85-89 | 183 423    | 89 808     | 273 231    | 0.5   |
| 90-94 | 45 403     | 19 756     | 65 159     | 0.1   |
| 95-99 | 18 351     | 7 462      | 25 813     | 0.05  |
| 100+  | 4 149      | 1 621      | 5 770      | 0.01  |
| TOTAL | 27 832 966 | 26 492 657 | 54 325 623 | 100.0 |